# Nouveaux réactionnaires (France)
Pour les articles homonymes, voir Néo-réactionnaire.
La notion de nouveaux réactionnaires concerne, selon Daniel Lindenberg dans son essai Le Rappel à l'ordre : Enquête sur les nouveaux réactionnaires, un ensemble hétérogène d'intellectuels français de la fin du XXe siècle et du début du XXIe siècle. Selon cet auteur, ils formeraient un courant de pensée politique pouvant être défini comme une version réactualisée et radicalisée du libéral-conservatisme.

## Description
Selon Daniel Lindenberg, ces intellectuels partageraient une partie des valeurs et des convictions du néoconservatisme, mais rejetteraient certains de ses préceptes socio-économiques relevant du néolibéralisme. En France, les intellectuels et journalistes défendant cette doctrine sont communément appelés les « néo-réactionnaires » ou les « nouveaux réacs »,, ou les «néo-réacs».
L'expression « nouveaux réactionnaires » a été utilisée d'abord par Maurice Maschino dans le Monde diplomatique, en 2002, les personnes publiques concernées en France sont ainsi : Alain Finkielkraut, Éric Zemmour, Ivan Rioufol, Pascal Bruckner, Alexandre Adler, Philippe Muray, Pierre-André Taguieff, Shmuel Trigano, Régis Debray, Luc Ferry, ainsi que les écrivains Michel Houellebecq et Maurice Dantec, auxquels il ajoute des publications telles que Marianne, Causeur ou la revue Panoramiques. 
Il s'est imposé dans l'usage à la suite de la parution de l'ouvrage de Daniel Lindenberg, Le Rappel à l'ordre : enquête sur les nouveaux réactionnaires (2002), qui analyse le cas de plusieurs intellectuels français.
Daniel Linderberg définit les « nouveaux réactionnaires » comme des intellectuels et de décideurs qui réhabilitent des thèmes comme « l’ordre, l’autorité, la restauration des valeurs, le « peuple réel » (à l'instar du « pays réel » de Charles Maurras), voire le culte des racines et des identités constituées». 
En 2007, un des intellectuels visés, Pierre-André Taguieff, a répliqué avec un ouvrage intitulé Les Contre-réactionnaires. Le progressisme entre illusion et imposture. Il y développe la thèse que les véritables réactionnaires sont ceux qui se cachent derrière le terme de « progressistes » et utilisent le terme de « réactionnaire » pour disqualifier leurs opposants dans une optique de terrorisme intellectuel voire d'« inquisition ». Pour Taguieff, « le progressisme, c'est la foi dans le progrès sans l'esprit critique ni le sens de la tolérance, avec la conviction dogmatique de posséder la vérité et d'être installé dans le Bien. » « Si les réactionnaires n'avaient pas existé, les progressistes les auraient inventés. Lorsqu'ils n'existent plus, ils les inventent ».